# Bahnhof Stratford

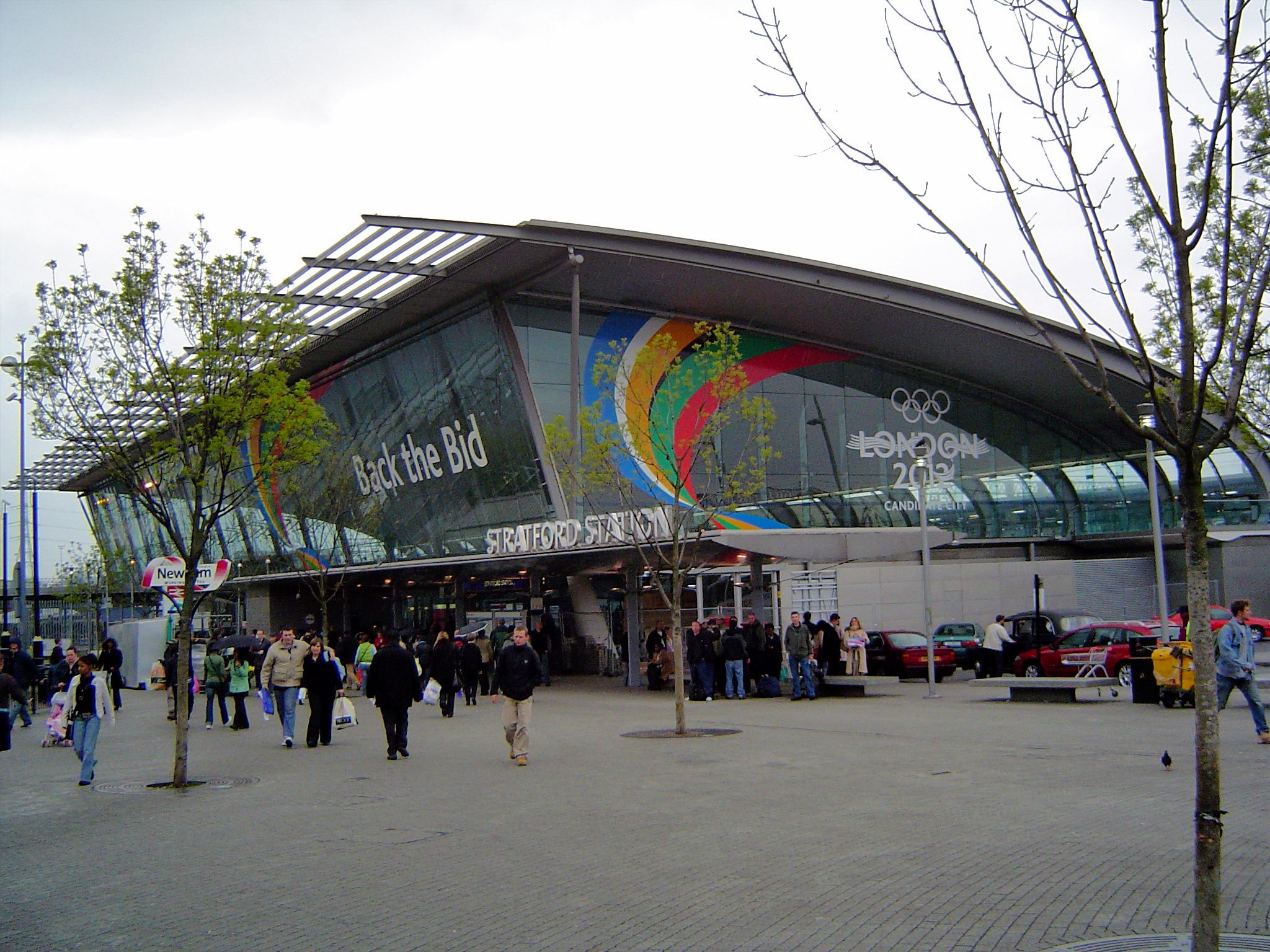
Bahnhof Stratford

Der Bahnhof Stratford ist ein Bahnhof im Stadtbezirk London Borough of Newham und der wichtigste Verkehrsknotenpunkt im Nordosten von London. Hier verkehren die Central Line und die Jubilee Line der London Underground, die Docklands Light Railway, London Overground sowie Züge der Eisenbahngesellschaften Abellio Greater Anglia, TfL Rail und c2c. Auf Fahrscheinen der Eisenbahn wird der Bahnhof als Stratford (London) bezeichnet, um Verwechslungen mit Stratford-upon-Avon zu vermeiden. Im Jahr 2016 nutzten 67,05 Millionen U-Bahn-Fahrgäste den Bahnhof, hinzu kommen weitere 42,252 Millionen Fahrgäste der Eisenbahn.

## Anlage

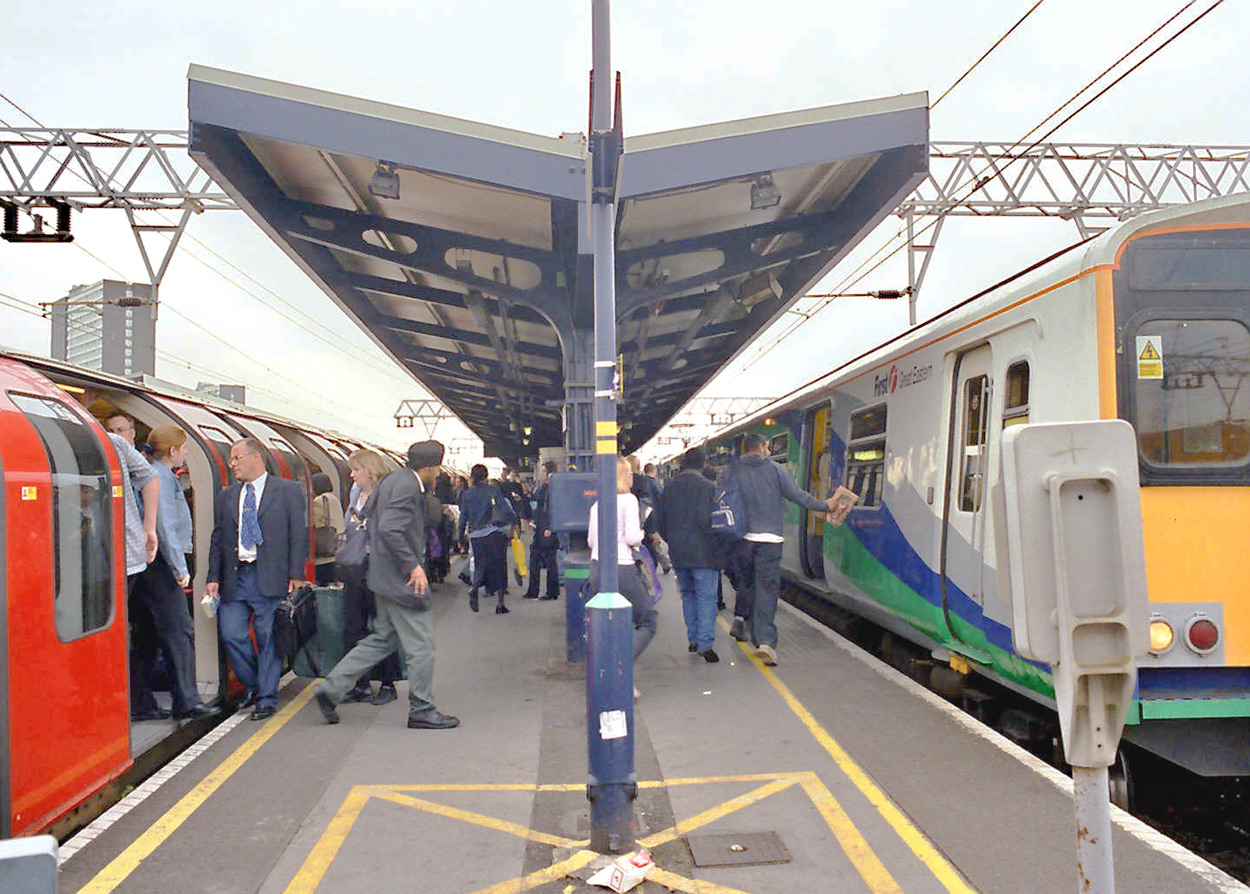
Umsteigen zwischen der Central Line und der Eisenbahn am selben Bahnsteig

Der Turmbahnhof besteht aus zwei sich rechtwinklig kreuzenden Ebenen. Die über zwei Unterführungen zugängliche obere Ebene ist ungefähr von Osten nach Westen ausgerichtet, ihre Gleise werden wie folgt genutzt:
- Gleise 1 und 2: North London Line von London Overground;
- Gleise 3, 3A und 6: Central Line von London Underground (diese geht unmittelbar westlich und östlich des Bahnhofs in einen Tunnel über);
- Gleise 4 und 7: zurzeit ungenutzt (von 1987 bis 2007 war Gleis 4 die alleinige Endstation der Docklands Light Railway);
- Gleise 4A und 4B (als 4 gekennzeichnet): Züge der Docklands Light Railway nach Canary Wharf, Greenwich und Lewisham;
- Gleise 5 und 8: Elizabeth line nach Liverpool Street bzw. Paddington und Shenfield, ebenso einzelne Züge von c2c an Wochenenden;
- Gleise 9, 10 und 10A: Vorortszüge der Bahngesellschaft Abellio Greater Anglia von Liverpool Street aus;
- Gleise 11 und 12: Eilzüge von Abellio Greater Anglia, die von Stratford aus nach Bishop’s Stortford verkehren.

Von Norden nach Süden ausgerichtet ist die unteren Ebene. Die Gleise 13 bis 16 sind über eine Fußgängerbrücke erreichbar, während Gleis 17 unmittelbar an das Empfangsgebäude angrenzt.
- Die Gleise 13, 14 und 15 enden alle stumpf und dienen der Jubilee Line der London Underground;
- Gleis 16: Docklands Light Railway nach Stratford International;
- Gleis 17: Docklands Light Railway nach Beckton und Woolwich Arsenal.

Sowohl auf der Ost- als auch auf der Westseite der Anlage befinden sich Busbahnhöfe.

## Geschichte

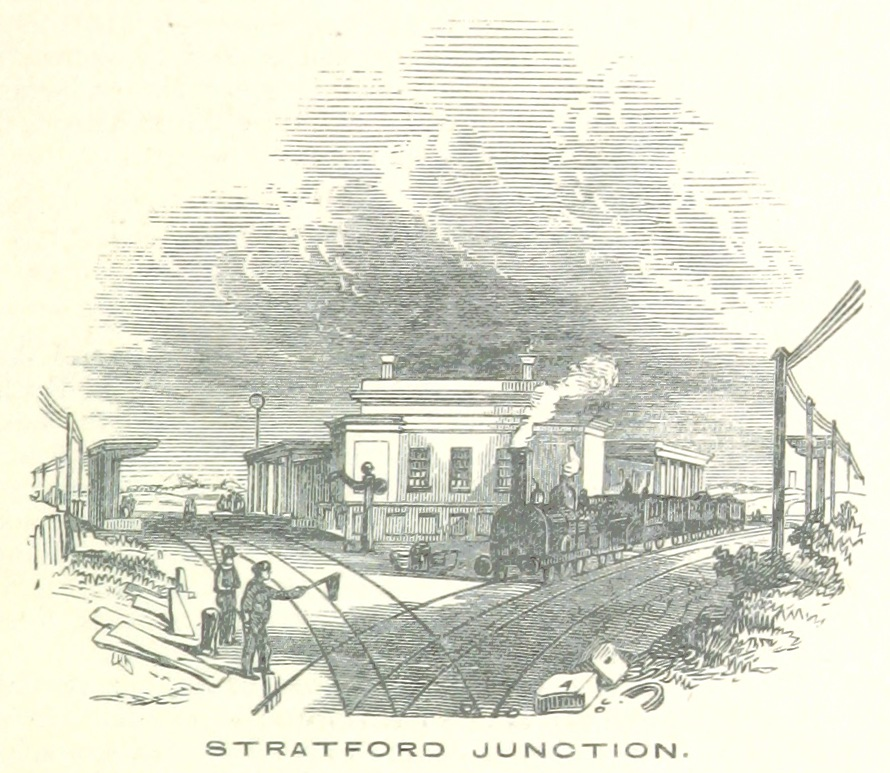
Bahnhof Stratford im Jahr 1851

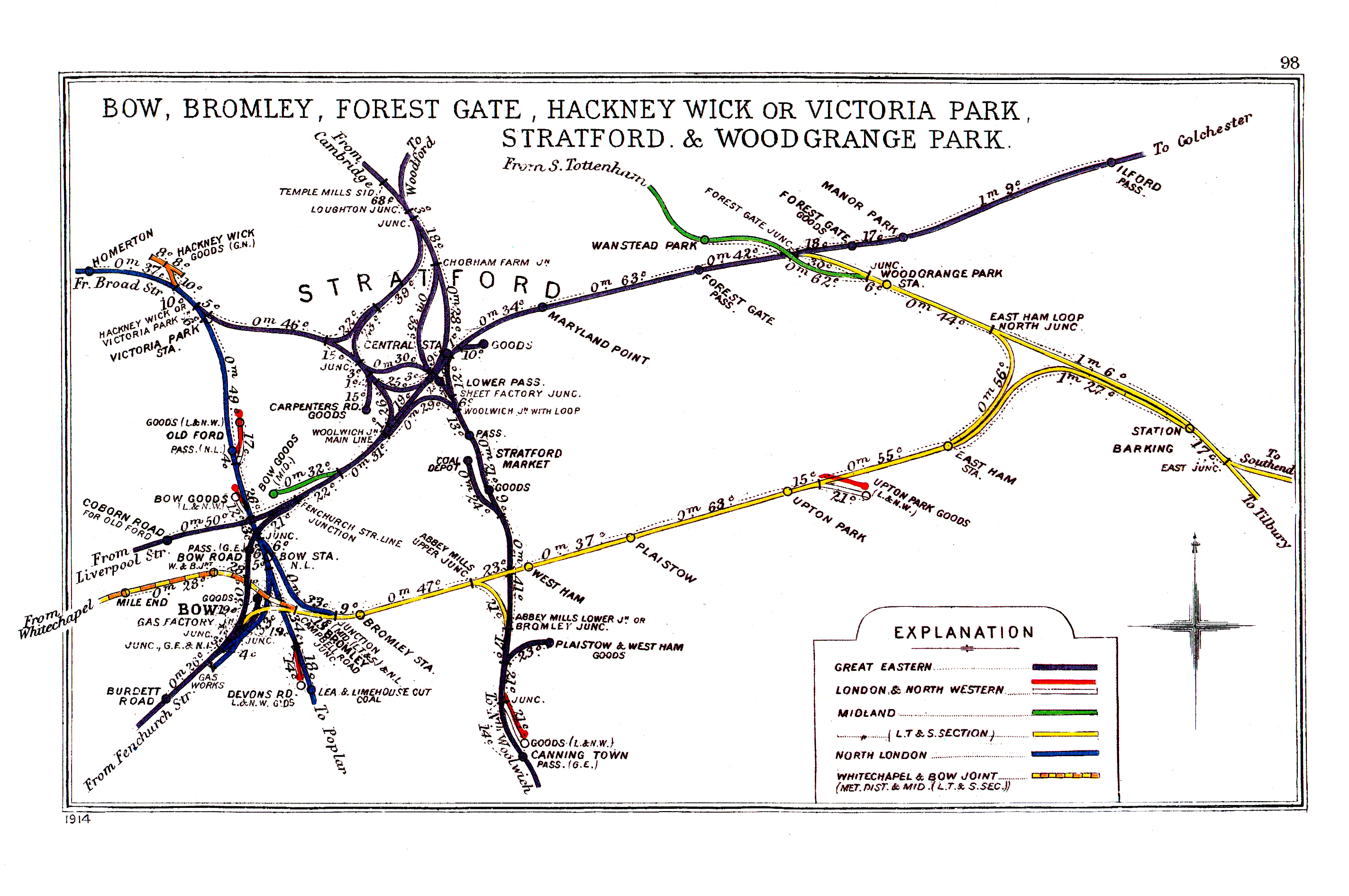
Bahnstrecken um Stratford (1914)

Die Eastern Counties Railway (ECR) eröffnete den Bahnhof Stratford am 20. Juni 1839, zusammen mit dem ersten Abschnitt der Great Eastern Main Line. Das Empfangsgebäude befand sich damals an der Angel Lane, etwa dreihundert Meter nordöstlich des heutigen Standorts. Am 15. September 1840 nahm die Northern and Eastern Railway (N&ER) den Verkehr auf der Zweigstrecke nach Broxbourne auf (die heutige West Anglia Main Line). Neben der Strecke nach Broxbourne entstand ein Bahnbetriebswerk mit Depot, aus der sich später eine Lokomotivfabrik entwickelte. Das Gelände ist heute der südliche Teil des Londoner Olympiaparks.
Ursprünglich waren die Gleise der ECR auf Empfehlung von Ingenieur John Braithwaite in der Spurweite von fünf Fuß (1524 mm) verlegt. Auf diese Weise sollte der Verschleiß an den Lokomotiven verringert werden. Der N&ER blieb aus Gründen der Kompatibilität nichts anderes übrig, als dem Beispiel der ECR zu folgen. Mit der Verlängerung der Great Eastern Main Line in den frühen 1840er Jahren setzte sich die Erkenntnis durch, dass die Normalspur von 1435 mm die bessere Lösung sei. Aus diesem Grund wurden die Strecken beider Bahngesellschaften im September und Oktober 1844 umgespurt. 1847 entstanden neue Bahnhofsgebäude im Winkel zwischen den beiden Strecken; der Zugang erfolgte über die Station Road.
1846 eröffnete die Eastern Counties and Thames Junction Railway (EC&TJR) die Strecke auf der unteren Ebene, vorerst als Güterzweigstrecke zu einer Werft an der Themse. Die Brücke unter der Hauptstrecke erwies sich für viele Lokomotiven zu niedrig. Man stattete sie deshalb mit einklappbaren Schornsteinen aus, damit sie die Stelle überhaupt passieren konnten. Es bestand ebenfalls eine direkte Verbindung von der Great Eastern Main Line zur Güterzweigstrecke. Auf dieser führte die EC&TJR ab 1847 auch Personenverkehr bis nach North Woolwich durch. Die Züge der am 13. April 1854 eröffneten London, Tilbury and Southend Railway (LT&SR) verkehrten in den ersten Jahren über Stratford. Diese Streckenführung erwies sich jedoch bald als Flaschenhals, weshalb die LT&SR 1858 eine direktere Strecke über West Ham in Betrieb nahm.
Die ECR eröffnete am 22. August 1856 die Strecke von Stratford nach Loughton (später nach Epping und Ongar verlängert). 1862 fusionierte die ECR mit mehreren kleineren Gesellschaften zur Great Eastern Railway (GER). Diese nahm 1877 einen Umbau des Bahnhofs vor. Doch nach wenigen Jahren war die erweiterte Anlage bereits nicht mehr in der Lage, das rasant wachsende Verkehrsaufkommen zu bewältigen, sodass die obere Ebene zwischen 1891 und 1893 erneut ausgebaut werden musste. 1896 wurde die Strecke auf der unteren Ebene tiefer gelegt, woraufhin die Lokomotiven keine einklappbaren Schornsteine mehr benötigten. 1902 ging die NER in der GER auf, diese wiederum 1923 in der London and North Eastern Railway (1923).

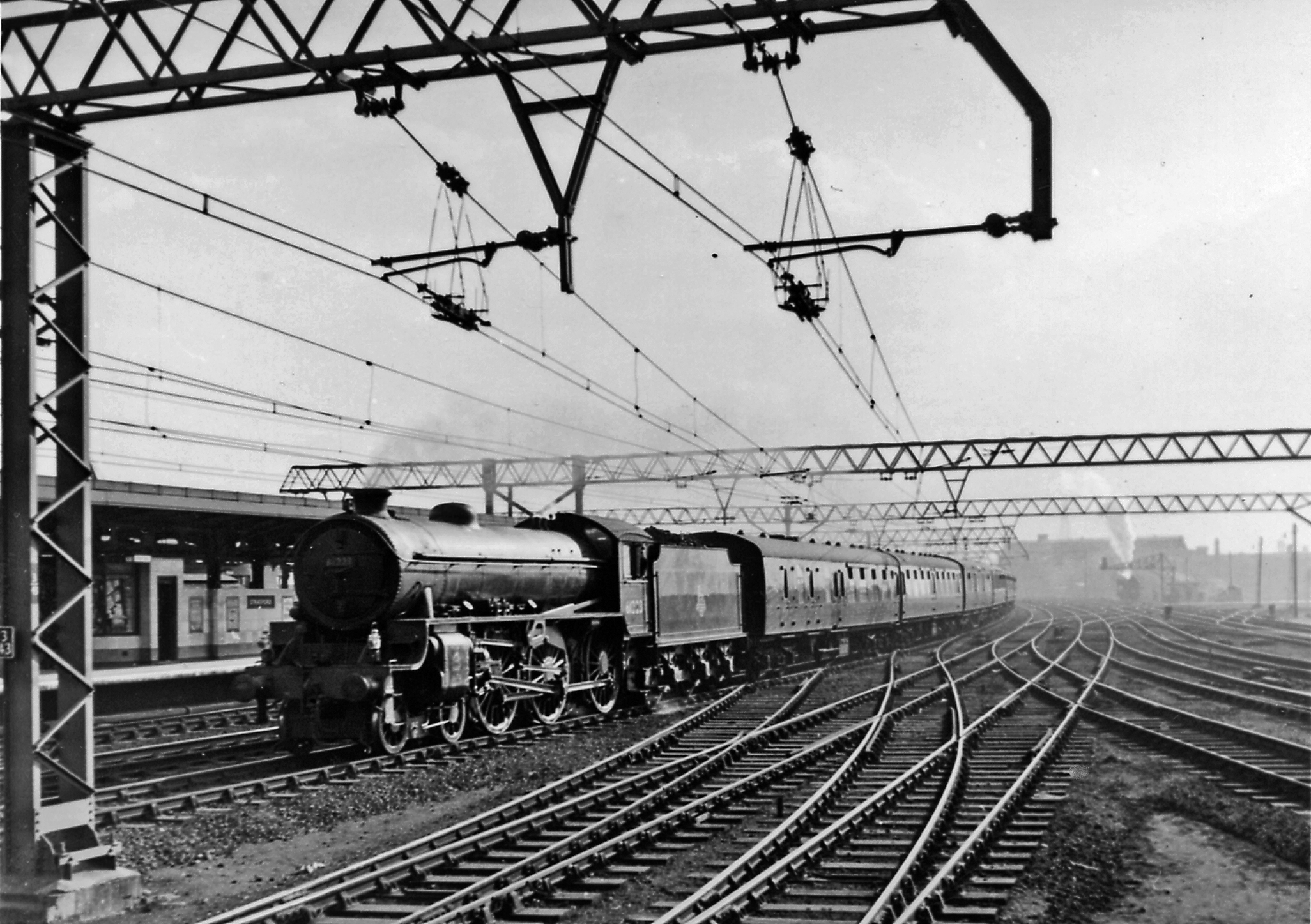
Schnellzug in Stratford (1958)

Die Central Line erreichte Stratford am 4. Dezember 1946 vom Bahnhof Liverpool Street her. Vier Monate später, am 5. März 1947, ging die Verlängerung nach Leyton in Betrieb. Schrittweise wurden die LNER-Vorortsstrecken nordöstlich von Stratford bis 1957 an die Central Line übertragen. Die in den späten 1930er Jahren begonnene Elektrifizierung der Great Eastern Main Line wurde nach dem Ende des Zweiten Weltkriegs fortgesetzt und 1949 unter der Regie der neu gebildeten staatlichen British Railways abgeschlossen.
Am 31. August 1987 nahm die Docklands Light Railway (DLR) ihren Betrieb auf, zunächst auf der Strecke in Richtung Poplar. Ende der 1990er Jahre baute man den Bahnhof im Zuge der Verlängerung der Jubilee Line erneut vollständig um. Es entstand eine Halle aus Stahl und Glas, die den größten Teil der unteren Ebene sowie eine neue Schalterhalle umschließt. Das alte Empfangsgebäude, das sich auf der Ostseite des Bahnhofs befand und durch eine Unterführung mit diesem verbunden war, wurde abgerissen. Die Eröffnung der Bahnsteige der Jubilee Line erfolgte am 14. Mai 1999.
Seit dem 31. August 2011 wird der Bahnhof durch eine zweite Strecke der DLR erschlossen. Diese führt vom Bahnhof Stratford International in Richtung Woolwich und Beckton. Im September 2011 wurde eine zweite Schalterhalle auf der Westseite des Bahnhofs eröffnet. Sie erschließt das neue Wohn- und Geschäftsviertel Stratford City und war während der Olympischen Spiele 2012 der wichtigste Zugang zu den Wettkampfstätten im benachbarten Olympiapark. Voraussichtlich ab 2022 wird das Verkehrsaufkommen ein weiteres Mal markant zunehmen, wenn die Crossrail-Strecke in Betrieb genommen wird.
Im Verlaufe des Jahres 2022 soll die Verbindung zwischen Stratford und Whitechapel eröffnet werden, sodass Züge der Elisabeth Line via Paddington nach Heathrow und Reading verkehren können. Züge aus Richtung Shenfield fahren vorerst nur bis Liverpool Street.